# 富士山ダービー
富士山ダービー（ふじやまダービー、ふじさんダービー）は、静岡県静岡市をホームタウンに持つ清水エスパルスと山梨県をホームタウンに持つヴァンフォーレ甲府が対戦する試合の呼称である。

## 概要
Jリーグに所属する清水エスパルス（以下「清水」）が本拠地とする静岡県とヴァンフォーレ甲府（以下「甲府」）が本拠地とする山梨県の間には日本最高峰である富士山 があり、晴天時は双方のスタジアムからその姿がはっきりと見えるほか、古くから駿州往還や富士川水運などが通っており、交流が盛んだった。また、清水のホームタウン内にある静岡市清水区（2003年まで清水市）と甲府のホームタウン内にある韮崎市はともにサッカーの街と知られ、第61回全国高等学校サッカー選手権大会では静岡県立清水東高等学校と山梨県立韮崎高等学校が決勝で対戦している。さらに清水と甲府自身も2002年から2005年の間にかけて業務提携を結んでいた（後述）ことなど、サッカーにおいても交流が盛んであった。
2006年に甲府がJ1に昇格し、昇格初めての対戦相手が清水であったことから記念グッズが発売されている。同年7月に甲府市と静岡市が包括的連携・交流を結んだ際、清水と甲府の対戦を「富士山ダービー」として盛り上げていくことを確認している。

## ホームスタジアム
| チーム名           | スタジアム名                                                       | 収容人員 | 画像     |
| ------------------ | ------------------------------------------------------------------ | -------- | -------- |
| 清水エスパルス     | 静岡市清水日本平運動公園球技場 （IAIスタジアム日本平）             | 20,299人 | アイスタ |
| ヴァンフォーレ甲府 | 山梨県小瀬スポーツ公園陸上競技場 （JITリサイクルインクスタジアム） | 17,000人 | JITスタ  |

## 戦績
- 清水：13勝6分5敗 甲府：5勝6分13敗

### リーグ戦
- 清水：12勝4分2敗 甲府：2勝4分12敗

| 年                                                         | 月/日    | Div. | 節     | 会場     | ホーム | スコア | アウェイ | 観客数 |
| ---------------------------------------------------------- | -------- | ---- | ------ | -------- | ------ | ------ | -------- | ------ |
| 2006年                                                     | 3月5日   | J1   | 第1節  | 小瀬     | 甲府   | 0 - 2  | 清水     | 14,277 |
| 2006年                                                     | 8月19日  | J1   | 第18節 | 日本平   | 清水   | 4 - 0  | 甲府     | 15,410 |
| 2007年                                                     | 5月19日  | J1   | 第12節 | 小瀬     | 甲府   | 0 - 0  | 清水     | 12,422 |
| 2007年                                                     | 9月15日  | J1   | 第25節 | 日本平   | 清水   | 2 - 0  | 甲府     | 18,101 |
| 2008年 - 2010年は、清水がJ1、甲府がJ2所属のため対戦なし。  |          |      |        |          |        |        |          |        |
| 2011年                                                     | 5月19日  | J1   | 第3節  | 中銀スタ | 甲府   | 1 - 2  | 清水     | 12,114 |
| 2011年                                                     | 10月23日 | J1   | 第30節 | アウスタ | 清水   | 3 - 0  | 甲府     | 19,832 |
| 2012年は、清水がJ1、甲府がJ2所属のため対戦なし。           |          |      |        |          |        |        |          |        |
| 2013年                                                     | 5月11日  | J1   | 第11節 | 中銀スタ | 甲府   | 0 - 2  | 清水     | 7,754  |
| 2013年                                                     | 9月28日  | J1   | 第27節 | アイスタ | 清水   | 2 - 1  | 甲府     | 15,088 |
| 2014年                                                     | 4月6日   | J1   | 第6節  | 中銀スタ | 甲府   | 0 - 1  | 清水     | 10,144 |
| 2014年                                                     | 12月6日  | J1   | 第34節 | アイスタ | 清水   | 0 - 0  | 甲府     | 19,824 |
| 2015年                                                     | 6月20日  | J1   | 第16節 | アイスタ | 清水   | 0 - 2  | 甲府     | 13,288 |
| 2015年                                                     | 11月22日 | J1   | 第34節 | 中銀スタ | 甲府   | 2 - 2  | 清水     | 14,036 |
| 2016年は、甲府がJ1、清水がJ2所属のため対戦なし。           |          |      |        |          |        |        |          |        |
| 2017年                                                     | 6月25日  | J1   | 第16節 | アイスタ | 清水   | 1 - 0  | 甲府     | 11,007 |
| 2017年                                                     | 9月9日   | J1   | 第25節 | 中銀スタ | 甲府   | 0 - 1  | 清水     | 12,683 |
| 2018年 - 2022年 は、清水がJ1、甲府がJ2所属のため対戦なし。 |          |      |        |          |        |        |          |        |
| 2023年                                                     | 4月1日   | J2   | 第16節 | JITスタ  | 甲府   | 1 - 0  | 清水     | 11,643 |
| 2023年                                                     | 9月23日  | J2   | 第36節 | アイスタ | 清水   | 0 - 0  | 甲府     | 15,026 |
| 2024年                                                     | 4月7日   | J2   | 第9節  | JITスタ  | 甲府   | 0 - 1  | 清水     | 14,268 |
| 2024年                                                     | 8月17日  | J2   | 第27節 | アイスタ | 清水   | 3 - 0  | 甲府     | 16,943 |
| 2025年 - は、清水がJ1、甲府がJ2所属のため対戦なし。        |          |      |        |          |        |        |          |        |

### Jリーグ杯・天皇杯他
- 清水:2勝3敗1分 甲府:3勝2敗1分

| 年     | 月日     | 時期      | 時期           | 会場     | ホーム | 得点  | アウェイ | 観客数 |
| ------ | -------- | --------- | -------------- | -------- | ------ | ----- | -------- | ------ |
| 2009年 | 11月14日 | 天皇杯    | 4回戦          | とりスタ | 清水   | 3 - 0 | 甲府     | 3,288  |
| 2011年 | 6月5日   | Jリーグ杯 | 1回戦第1試合   | 中銀スタ | 甲府   | 1 - 0 | 清水     | 10,466 |
| 2011年 | 7月27日  | Jリーグ杯 | 1回戦第2試合   | アウスタ | 清水   | 2 - 0 | 甲府     | 11,641 |
| 2013年 | 3月20日  | Jリーグ杯 | Aグループ第1節 | IAIスタ  | 清水   | 1 - 1 | 甲府     | 9,411  |
| 2018年 | 3月14日  | Jリーグ杯 | Bグループ第2節 | 中銀スタ | 甲府   | 1 - 0 | 清水     | 4,585  |
| 2018年 | 7月11日  | 天皇杯    | 3回戦          | 中銀スタ | 甲府   | 1 - 0 | 清水     |        |

### プレシーズンマッチ
- 清水:1分 甲府:1分

| 年     | 月/日  | 大会名             | 会場     | ホーム | スコア | アウェイ | 観客数 |
| ------ | ------ | ------------------ | -------- | ------ | ------ | -------- | ------ |
| 2010年 | 7月3日 | 駿河健康ランドデー | アウスタ | 清水   | 0 - 0  | 甲府     | 4,785  |

## 業務提携
甲府は1999年にJリーグに参入したものの経営難に陥いっており、債務超過解消に向けてようやく再建に動き始めたものの予算の関係から選手を確保するのもままならない状態であった。そこで甲府は業務提携先を模索していた結果、以前から選手間のやり取りがあり、かつ親会社の鈴与が山梨県内にいくつもの営業拠点を持っている関係から清水との業務提携が行われた。この業務提携により監督や選手の貸出しはもちろん、鈴与が経営をしているエスパルスドリームプラザが甲府の練習着スポンサーになるなど清水側から甲府に対しての支援が活発に行われている。
- 大木武 - 2001年に清水のコーチをしていたが、2002年に甲府に貸し出される形で監督に就任。チーム初のJ2リーグ戦最下位脱出を果たした。その手腕が評価され、2003年に出戻る形で清水の監督に就任したが、成績不振で退任した。その後2005年に甲府の監督に復帰し、同年チームのJ1昇格に貢献している。
- 松永英機 - 2002年は清水のサテライト監督を務めていたが、2003年に大木と入れ替わる形で甲府の監督に就任。その年小倉隆史を招集するなどして2002年以上の成績を収め、その後の中位以上定着の礎を築いた。
- 鶴田達也‐2002年に清水から甲府へレンタル移籍。正GKの座を掴み、守備の安定化に貢献した。2004年に清水へ戻ったが、翌2005年に再び甲府へ完全移籍し、2009年まで同チームプレーした。
- アライール - 2002年途中に清水から甲府へレンタル移籍。鶴田とともにチームの守備力安定に貢献。2003年に完全移籍し、2005年J2最終節ではチームのJ1・J2入れ替え戦を決定する決勝点を挙げている。甲府では2006年までプレーしていた。
- 鶴見智美 - 2002年に甲府に加入し、チーム得点王になるなどその才能を買われ、2003年に清水へ完全移籍した。その後2006年に甲府へレンタル移籍という形で出戻り、翌2007年に完全移籍。2008年までプレーしていた。

同一ディビジョンに所属することになった関係から甲府と清水の業務提携は2006年シーズン前に解消されたが、その後もプレーシーズンマッチの開催や2011年に清水から甲府へ移籍した伊東輝悦のJ1・500試合出場試合でも合同で企画を行うなど現在でも深い繋がりがある。